# Le Chevalier des dames
Le Chevalier des Dames est une comédie en 1 acte mêlée de couplets d'Eugène Labiche, représentée pour la première fois à Paris au Théâtre du Palais-Royal le 16 décembre 1852.
- Collaborateur Marc-Michel.
- Editions Michel Lévy frères.

## Argument
Le chevalier des dames vient en aide aux femmes dans l'embarras. Mais il est pris par le mari de l'une d'elles pour un domestique.

## Distribution
| Acteurs et actrices ayant créé les rôles |                   |
| Personnage                               | Acteur ou actrice |
| Nestor de Bois-Rosée                     | Ravel             |
| M. de Merlemont                          | M. Pèlerin        |
| Henriette, femme de Merlemont            | Mme Brassine      |
| Juliette, femme de chambre               | Mme Gallois       |
| Justin, laquais de Bois-Rosée            | M. Lucien         |